# Louis Abell
Pour les articles homonymes, voir Abell.
Louis Grenville "Lou" Abbell, né le 21 juillet 1884 à Philadelphie et mort le 25 octobre 1962 à Elizabeth dans le New Jersey est un rameur d'aviron américain. Il est membre du Vesper Boat Club, basé à Philadelphie, dans l'état de Pennsylvanie.
Il a remporté la médaille d'or en tant que barreur en huit aux Jeux olympiques d'été de 1900 à Paris. Quatre ans plus tard, aux Jeux olympiques d'été de 1904 à Saint-Louis, il remporte de nouveau médaille d'or en  huit en tant que barreur.